# Paphinia subclausa
Paphinia subclausa là một loài lan đặc hữu của Costa Rica.